# Ashley Bell
Ashley Bell (Santa Mônica, 26 de maio de 1986) é uma atriz estaduniense.

## Biografia
Ashley nasceu em Santa Mônica, no estado americano da Califórnia.Filha de Victoria Carroll (atriz), e Michael Bell (ator). Estudou na universidade Tisch School of the Arts at New York e graduou-se em 2007.
Após uma série de aparições em filmes e na televisão em Boston Public, CSI, Stay Cool e em quatro episódios em The United States of Tara, Bell fez sua estreia em papel principal, interpretando Nell Sweetzer em 2010, no filme O Último Exorcismo.
Foi nomeada para o prémio de Independent Spirit Award em 2010.

## Carreira
| Ano  | Título                                      | Título em português      | Papel                                       | Notas                            |  |
| ---- | ------------------------------------------- | ------------------------ | ------------------------------------------- | -------------------------------- |  |
| 2003 | Boston Public (TV)                          |                          | Colleen                                     | Episódio "Chapter Seventy-Three" |  |
| 2005 | Tenchi no Mon                               |                          | Lu Yan (dubladora da versão americana)      | Vídeo jogo                       |  |
| 2007 | CSI (TV)                                    | CSI                      | Lanie                                       | Episódio "Goodbye and Good Luck" |  |
| 2009 | United States of Tara (TV)                  |                          | Tonya                                       | 4 episódios.                     |  |
| 2009 | State of Play                               | br: Intrigas do Estado   | Voz                                         | Não creditada                    |  |
| 2009 | Stay Cool                                   |                          | Oradora da turma na solenidade da formatura |                                  |  |
| 2010 | Magic                                       |                          | Vozes adicionais                            |                                  |  |
| 2010 | The Last Exorcism                           | br: O Último Exorcismo   | Nell Sweetzer                               |                                  |  |
| 2011 | The Truth About Angels                      |                          | Garota ruiva                                |                                  |  |
| 2011 | The Day                                     |                          | Mary                                        |                                  |  |
| 2011 | The 37th Annual People's Choice Awards (TV) |                          | ela mesma                                   |                                  |  |
| 2013 | The Last Exorcism 2                         | br: O Último Exorcismo 2 | Nell Sweetzer                               |                                  |  |
| 2013 | The Bounceback                              |                          | Cathy                                       |                                  |  |
| 2013 | The Walking Dead                            |                          | Karina                                      | Webepisodes                      |  |
| 2016 | Teen Wolf                                   |                          | Amanda Martin                               | Prima de Lydia                   |  |